# Secamone obovata
Secamone obovata är en oleanderväxtart som beskrevs av Joseph Decaisne. Secamone obovata ingår i släktet Secamone och familjen oleanderväxter. Inga underarter finns listade i Catalogue of Life.